# Мантія Землі

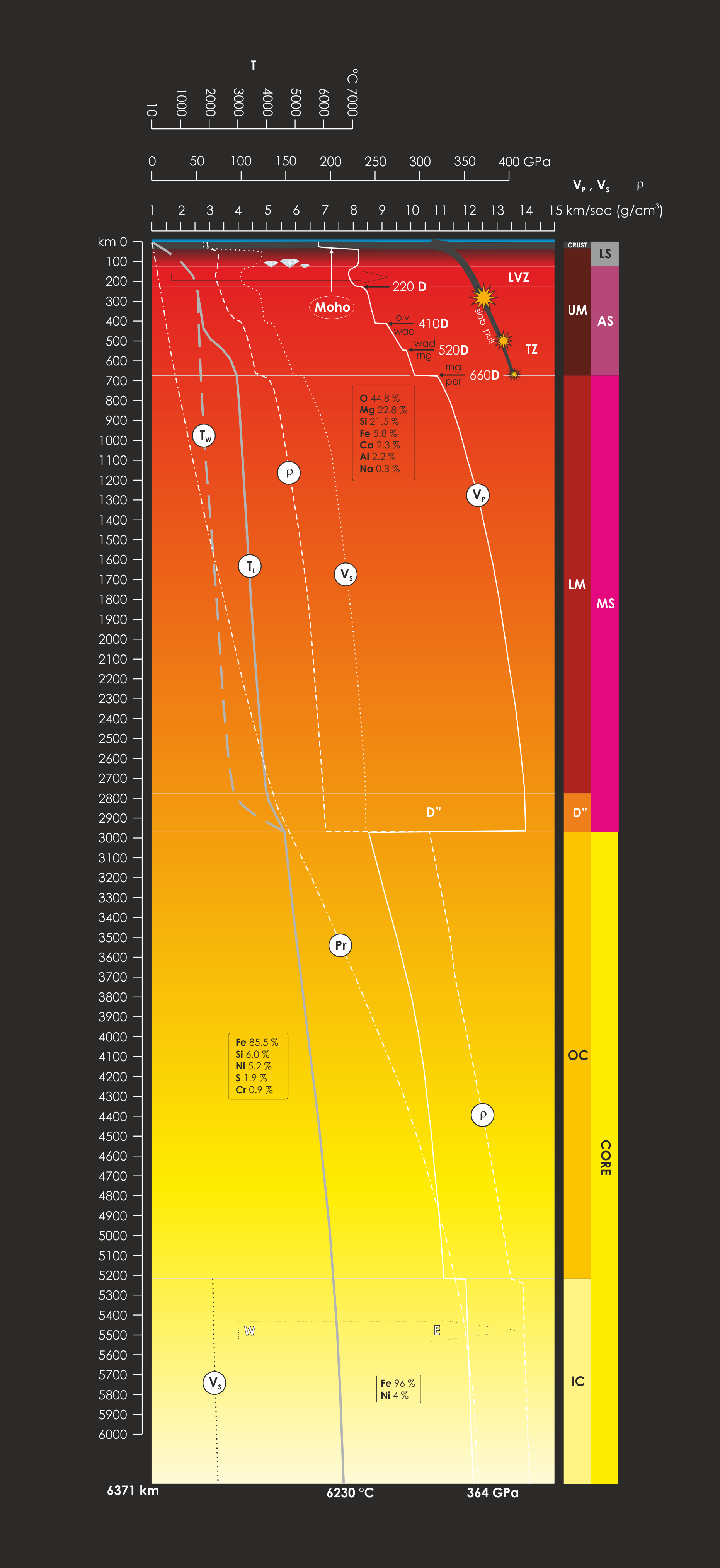
Діаграма глибинної будови Землі за геофізичними даними (швидкості поздовжніх та поперечних сейсмічних хвиль, розрахункова густина речовини, температура та тиск). Верхня та нижня мантія позначена буквами відповідно UM та LM

Ма́нтія Землі́ (англ. Earth’s mantle, нім. Erdmantel, Mantel der Erde, фр. Manteau, Manteau terrestre) — одна з внутрішніх оболонок (геосфер) земної кулі, лежить між земною корою, від якої відокремлена поверхнею Мохоровичича, та ядром Землі. Становить 83 % об'єму і 67 % маси Землі. Верхня межа земної мантії проходить на глибині від декількох км (під океанами) до 70 км (під континентами). Пересічна глибина близько 2900 км. У її розрізі (зверху вниз) за швидкістю поширення сейсмічних хвиль виділяють верхню мантію (товщина 850–900 км), яка поділяється на субстрат, астеносферу й шар Голіцина, та нижню мантію (товщина близько 2000 км), для якої характерний уповільнений темп зростання швидкості сейсмічних хвиль.
У складі мантії Землі переважають залізо, магній, хром та ін. Температура й тиск магми Землі змінюються з глибиною. Вважають, що під земною корою океанічного типу тиск менший, ніж під континентальною корою. З глибиною збільшується електропровідність.